# Брестка област
Брестката област (на беларуски: Брэ́сцкая во́бласць) е една от 6-те области на Беларус. Площ 32 787 km² (4-то място по големина в Беларус, 15,79% от нейната площ). Население на 1 януари 2019 г. 1 380 391 души (3-то място по население в Беларус, 14,57% от нейното население). Административен център град Брест. Разстояние от Минск до Брест 349 km.

## Историческа справка
Най-старите градове в областта са: Брест (от 1390 г., първите сведения за селището са от 1019 г.); Пинск (първи сведения от 1097 г.), Столин (град от 17 век) и Пружани (град от 1796 г.), а най-младият (Микашевичи) е признат за град през 2005 г., след като Беларус става независима държава. Останалите 16 града в областта възникват по-късно, но официално са признати за такива през 1940 г. и след това до 1983 г., а град Барановичи е утвърден през 1919 г. Брестка област е образувана на 4 декември 1939 г. след анексирането на източните полски територии от СССР. На 8 януари 1954 г. е заличена Пинска област и територията ѝ е присъединена към Брестка област.

## Географска характеристика
Брестка област се намира в югозападна част на Беларус. На юг граничи с Волинска и Ровненска област на Украйна, на запад – с Подляско и Люблинско войводство на Полша, на север – с Гродненска област, на североизток – с Минска област и на изток – с Гомелска област. В тези си граници заема площ от 32 787 km² (4-то място по големина в Беларус, 15,79% от нейната площ). Дължина от запад на изток 300 km, ширина от север на юг 150 km.
Брестка област е разположена в западната част на Източноевропейската равнина, в подзоната ва смесените и широколистните гори. Южните и югоизточните ѝ райони се заемат от западната част на обширната историко-географска област Полесие, която представлява плоска заблатена низина с отделни ниски моренни валове, от които се откроява възвишението Загороде с височина до 173 m, разположено на запад от град Пинск. На северозапад Полеската низина плавно преминава в слабохълмистата Прибугска, а на североизток – в Барановичката равнина. В крайната североизточна част на областта, по границата с Гродненска област навлизат най-южните разклонения на Новогрудското възвишение с максимална височина 267 m (53°23′14″ с. ш. 25°54′48″ и. д. / 53.387222° с. ш. 25.913333° и. д.), издигаща се на границата с Гродненска област, на 10 km северозападно от сгт Городище в Барановички район. Основните полезни изкопаеми в областта са торф, блатни железни руди, креда, разнообразни глини, стъклени пясъци и др. Най-обширните торфени масиви са разположени в югоизточната част на областта в Дрогичински, Ивановски, Пински и Лунинецки райони.
Климатът е умерено континентален с мека зима и умерено топло лято. Средна януарска температура от -4,5 °C на югозапад до -5,5 °C на североизток, а средната юлска 18,5 °C. Годишната сума на валежите се колебае от 550 до 650 mm, като се увеличава от югозапад на североизток. Продължителността на вегетационния период (минимална денонощна температура 5 °C) е 195 – 200 денонощия.
Територията на Брестка област попада в три водосборни басейна. В югоизточната част протича участък от горното течение на река Припят (десен приток на Днепър), която заедно със своите притоци Пина, Яселда, Стир, Бобрик, Цна, Горин, Случ и Ствига има значително стопанско и транспортно значение. Чрез Днепровско-Бугския канал и река Мухавец се свързват с река Западен Буг. По границата с Полша протича участък от средното течение на река Западен Буг (десен приток на Висла) и десните ѝ притоци Мухавец и Лесной. Северните части на областта принадлежат към водосборния басейн на река Неман с левите си притоци Уша, Шчара и др. Реките се явяват важен водоприемник за многочислените мелиоративни канали, осушаващи заблатените райони. В Полесието има стотици езера, най-големите от които са: Вигоновско, Черно, Споровско, Бобровицко, Погостко и др.
В южните и източните полески райони преобладават слабоподзолистите песъчливи, торфени и торфено-блатни почви. На запад от град Пинск има значителни масиви от ливадно-подзолисти, а на югоизток (Столински район) плодородни ливадно-карбонатни почви. На запад и север са разпространени песъчливи ливадно-подзолисти и песъчливи почви развити върху моренни наслаги. Горите заемат 35% от територията на областта. Основните горски масиви се намират на североизток и изток, където залесеността достига 40 – 50%, като най-голям процент имат борът 54%, брезата 18%, елшата 18%, дъбът 5% и преобладават смесените иглолистно-широколистни гори. Широко разпространение имат блатата и заблатените територии (20,2% от площта на областта), като са развити основно низинните блата (93,2%). Животинският свят е представен предимно от животни обитаващи смесените гори: заек, белка, лисица, енотовидно куче, видра и др., а от птиците – глухар, тетерев. В северозападния ъгъл на областта е разположен резерватът „Беловежка гора“, където обитават зубри, благородни елени, сърни, диви свине и други ценни животни.

## Население
На 1 януари 2019 г. населението на Брестка област област е наброявало 1 380 391 души (14,57% от населението на Беларус). Гъстота 42,1 души/km². Градско население 70,5%. Етнически състав: беларуси 88,02%, руснаци 6,4%, украинци 2,86%, поляци 1,25% и др.

## Административно-териториално деление
В административно-териториално отношение Брестка област се дели на 3 областни градски окръга, 16 административни района, 21 града, в т.ч. 3 града с областно подчинение и 18 града с районно подчинение, 8 селища от градски тип и 2 градски района в град Брест.
| Административна единица | Площ (km²) | Население (2017 г.) | Административен център | Население (2017 г.) | Разстояние до Брест (в km) | Други градове и сгт с районно подчинение |
| ----------------------- | ---------- | ------------------- | ---------------------- | ------------------- | -------------------------- | ---------------------------------------- |
| Областен градски окръг  |            |                     |                        |                     |                            |                                          |
| 1. Барановичи           | 85         | 179 079             | гр. Барановичи         | 179 079             | 206                        |                                          |
| 2. Брест                | 146        | 350 616             | гр. Брест              | 350 616             | -                          |                                          |
| 3. Пинск                | 47         | 137 961             | гр. Пинск              | 137 961             | 175                        |                                          |
| Административен район   |            |                     |                        |                     |                            |                                          |
| 1. Барановички          | 2172       | 30 344              | гр. Барановичи         |                     | 206                        | Городище                                 |
| 2. Берьозовски          | 1413       | 62 311              | гр. Берьоза            | 29 437              | 110                        | гр. Белоозерск                           |
| 3. Брестки              | 1544       | 42 588              | гр. Брест              |                     | -                          | Домачово                                 |
| 4. Ганцевички           | 1710       | 26 954              | гр. Ганцевичи          | 13 949              | 250                        |                                          |
| 5. Дрогичински          | 1855       | 35 809              | гр. Дрогичин           | 14 931              | 110                        | Антопол                                  |
| 6. Жабинковски          | 684        | 24 151              | гр. Жабинка            | 14 577              | 30                         |                                          |
| 7. Ивановски            | 1551       | 37 842              | гр. Иваново            | 16 435              | 132                        |                                          |
| 8. Ивацевички           | 2998       | 53 709              | гр. Ивацевичи          | 23 461              | 136                        | гр. Косава, Телехани                     |
| 9. Каменецки            | 1687       | 34 388              | гр. Каменец            | 8347                | 39                         | гр. Високое                              |
| 10. Кобрински           | 2040       | 84 625              | гр. Кобрин             | 53 411              | 52                         |                                          |
| 11. Лунинецки           | 2709       | 66 194              | гр. Лунинец            | 24 971              | 240                        | гр. Микашевичи                           |
| 12. Ляховички           | 1362       | 25 767              | гр. Ляховичи           | 10 755              | 225                        |                                          |
| 13. Малоритски          | 1374       | 24 152              | гр. Малорита           | 11 863              | 52                         |                                          |
| 14. Пински              | 3253       | 45 943              | гр. Пинск              |                     | 175                        | Логишин                                  |
| 15. Пружански           | 2826       | 46 341              | гр. Пружани            | 18 819              | 89                         | Ружани, Шерешево                         |
| 16. Столински           | 3342       | 72 697              | гр. Столин             | 13 791              | 245                        | гр. Давид Городок, Речица                |